# Соијана (Пиза)
Соијана је насеље у Италији у округу Пиза, региону Тоскана.
Према процени из 2011. у насељу је живело 317 становника. Насеље се налази на надморској висини од 142 м.